# Liste der Gemeinden im Landkreis Neustadt an der Aisch-Bad Windsheim

Karte des Landkreises Neustadt an der Aisch-Bad Windsheim

Die Liste der Gemeinden im Landkreis Neustadt an der Aisch-Bad Windsheim gibt einen Überblick über die Verwaltungseinheiten des Landkreises. Es gibt 38 politische Gemeinden, von denen 8 eine eigene Verwaltung haben, und 7 Verwaltungsgemeinschaften.

## Legende
- Verwaltungseinheit: Name der Gemeinde und Angabe der Gemeindeart: Gemeinde (–), Markt (M), Stadt (St) oder Name der Verwaltungsgemeinschaft (VG). Einheitsgemeinden wie auch Verwaltungsgemeinschaften sind fett gedruckt
- Wappen: Wappen der Gemeinde
- GT: Gemeindeteile der Gemeinde. Der Wiki-Link ist mit der Gemeindegliederung der jeweiligen Gemeinde verknüpft.
- VG: Zeigt ggf. an, ob eine Gemeinde zu einer Verwaltungsgemeinschaft gehört
- Karte: Zeigt die Lage der Gemeinde im Landkreis
- Fläche: Fläche der Stadt beziehungsweise Gemeinde, angegeben in Quadratkilometer
- Einwohner: Zahl der Menschen, die in der Gemeinde beziehungsweise Stadt leben (Stand: 31. Dezember 2023[1])
- EW-Dichte: Angegeben ist die Einwohnerdichte, gerechnet auf die Fläche der Verwaltungseinheit, angegeben in Einwohner pro km2 (Stand: 31. Dezember 2023[2])
- Statistik: Link zur kommunalen Statistik des Bayerischen Landesamts für Statistik
- Website: Website der Gemeinde bzw. der Verwaltungsgemeinschaft

## Gemeinden
| Verwaltungseinheit                            | Wappen                                                     | GT | VG                        | Karte | Fläche in km²  | Einwohner      | Einwohner je km² | Statistik | Website |
| --------------------------------------------- | ---------------------------------------------------------- | -- | ------------------------- | --- | -------------- | -------------- | ---------------- | --------- | ------- |
| Landkreis Neustadt an der Aisch-Bad Windsheim | Wappen des Landkreises Neustadt an der Aisch-Bad Windsheim |    |                           | Der Landkreis Neustadt an der Aisch-Bad Windsheim                                                           | 1267,56        | 103654         | 82               | [ 3 ]     | [ 4 ]   |
| Burgbernheim, VG                              |                                                            |    | Burgbernheim              | Lage der Verwaltungsgemeinschaft Burgbernheim im Landkreis Neustadt an der Aisch-Bad Windsheim              | 103,09 (8.1 %) | 6854 (6.6 %)   | 66               |           | [ 5 ]   |
| Diespeck, VG                                  |                                                            |    | Diespeck                  | Lage der Verwaltungsgemeinschaft Diespeck im Landkreis Neustadt an der Aisch-Bad Windsheim                  | 93,92 (7.4 %)  | 7863 (7.6 %)   | 84               |           | [ 6 ]   |
| Hagenbüchach-Wilhelmsdorf, VG                 |                                                            |    | Hagenbüchach-Wilhelmsdorf | Lage der Verwaltungsgemeinschaft Hagenbüchach-Wilhelmsdorf im Landkreis Neustadt an der Aisch-Bad Windsheim | 19,30 (1.5 %)  | 3175 (3.1 %)   | 165              |           | [ 7 ]   |
| Neuhof an der Zenn, VG                        |                                                            |    | Neuhof an der Zenn        | Lage der Verwaltungsgemeinschaft Neuhof an der Zenn im Landkreis Neustadt an der Aisch-Bad Windsheim        | 50,69 (4 %)    | 3583 (3.5 %)   | 71               |           | [ 8 ]   |
| Scheinfeld, VG                                |                                                            |    | Scheinfeld                | Lage der Verwaltungsgemeinschaft Scheinfeld im Landkreis Neustadt an der Aisch-Bad Windsheim                | 215,71 (17 %)  | 12451 (12 %)   | 58               |           | [ 9 ]   |
| Uehlfeld, VG                                  |                                                            |    | Uehlfeld                  | Lage der Verwaltungsgemeinschaft Uehlfeld im Landkreis Neustadt an der Aisch-Bad Windsheim                  | 79,02 (8.1 %)  | 7465 (7.2 %)   | 94               |           | [ 10 ]  |
| Uffenheim, VG                                 |                                                            |    | Uffenheim                 | Lage der Verwaltungsgemeinschaft Uffenheim im Landkreis Neustadt an der Aisch-Bad Windsheim                 | 278,28 (22 %)  | 14458 (13.9 %) | 52               |           | [ 11 ]  |
| Bad Windsheim, St                             | Wappen der Gemeinde Bad Windsheim                          | 14 |                           | Lage der Gemeinde Bad Windsheim im Landkreis Neustadt an der Aisch-Bad Windsheim                            | 78,25 (6.2 %)  | 12766 (12.3 %) | 163              | [ 12 ]    | [ 13 ]  |
| Baudenbach, M                                 | Wappen der Gemeinde Baudenbach                             | 6  | Diespeck                  | Lage der Gemeinde Baudenbach im Landkreis Neustadt an der Aisch-Bad Windsheim                               | 22,09 (1.7 %)  | 1209 (1.2 %)   | 55               | [ 14 ]    | [ 15 ]  |
| Burgbernheim, St                              | Wappen der Gemeinde Burgbernheim                           | 10 | Burgbernheim              | Lage der Gemeinde Burgbernheim im Landkreis Neustadt an der Aisch-Bad Windsheim                             | 42,30 (3.3 %)  | 3464 (3.3 %)   | 82               | [ 16 ]    | [ 17 ]  |
| Burghaslach, M                                | Wappen der Gemeinde Burghaslach                            | 16 |                           | Lage der Gemeinde Burghaslach im Landkreis Neustadt an der Aisch-Bad Windsheim                              | 43,98 (3.5 %)  | 2724 (2.6 %)   | 62               | [ 18 ]    | [ 19 ]  |
| Dachsbach, M                                  | Wappen der Gemeinde Dachsbach                              | 7  | Uehlfeld                  | Lage der Gemeinde Dachsbach im Landkreis Neustadt an der Aisch-Bad Windsheim                                | 20,58 (1.6 %)  | 1797 (1.7 %)   | 87               | [ 20 ]    | [ 21 ]  |
| Diespeck                                      | Wappen der Gemeinde Diespeck                               | 12 | Diespeck                  | Lage der Gemeinde Diespeck im Landkreis Neustadt an der Aisch-Bad Windsheim                                 | 20,99 (1.7 %)  | 3864 (3.7 %)   | 184              | [ 22 ]    | [ 23 ]  |
| Dietersheim                                   | Wappen der Gemeinde Dietersheim                            | 11 |                           | Lage der Gemeinde Dietersheim im Landkreis Neustadt an der Aisch-Bad Windsheim                              | 31,23 (2.5 %)  | 2182 (2.1 %)   | 70               | [ 24 ]    | [ 25 ]  |
| Emskirchen, M                                 | Wappen der Gemeinde Emskirchen                             | 31 |                           | Lage der Gemeinde Emskirchen im Landkreis Neustadt an der Aisch-Bad Windsheim                               | 67,27 (5.3 %)  | 6143 (5.9 %)   | 91               | [ 26 ]    | [ 27 ]  |
| Ergersheim                                    | Wappen der Gemeinde Ergersheim                             | 6  | Uffenheim                 | Lage der Gemeinde Ergersheim im Landkreis Neustadt an der Aisch-Bad Windsheim                               | 30,02 (2.4 %)  | 1081 (1 %)     | 36               | [ 28 ]    | [ 29 ]  |
| Gallmersgarten                                | Wappen der Gemeinde Gallmersgarten                         | 7  | Burgbernheim              | Lage der Gemeinde Gallmersgarten im Landkreis Neustadt an der Aisch-Bad Windsheim                           | 15,18 (1.2 %)  | 819 (0.8 %)    | 54               | [ 30 ]    | [ 31 ]  |
| Gerhardshofen                                 | Wappen der Gemeinde Gerhardshofen                          | 14 | Uehlfeld                  | Lage der Gemeinde Gerhardshofen im Landkreis Neustadt an der Aisch-Bad Windsheim                            | 27,21 (2.1 %)  | 2526 (2.4 %)   | 93               | [ 32 ]    | [ 33 ]  |
| Gollhofen                                     | Wappen der Gemeinde Gollhofen                              | 2  | Uffenheim                 | Lage der Gemeinde Gollhofen im Landkreis Neustadt an der Aisch-Bad Windsheim                                | 17,02 (1.3 %)  | 918 (0.9 %)    | 54               | [ 34 ]    | [ 35 ]  |
| Gutenstetten                                  | Wappen der Gemeinde Gutenstetten                           | 7  | Diespeck                  | Lage der Gemeinde Gutenstetten im Landkreis Neustadt an der Aisch-Bad Windsheim                             | 21,37 (1.7 %)  | 1325 (1.3 %)   | 62               | [ 36 ]    | [ 37 ]  |
| Hagenbüchach                                  | Wappen der Gemeinde Hagenbüchach                           | 6  | Hagenbüchach-Wilhelmsdorf | Lage der Gemeinde Hagenbüchach im Landkreis Neustadt an der Aisch-Bad Windsheim                             | 11,50 (0.9 %)  | 1636 (1.6 %)   | 142              | [ 38 ]    | [ 39 ]  |
| Hemmersheim                                   | Wappen der Gemeinde Hemmersheim                            | 6  | Uffenheim                 | Lage der Gemeinde Hemmersheim im Landkreis Neustadt an der Aisch-Bad Windsheim                              | 23,83 (1.9 %)  | 655 (0.6 %)    | 27               | [ 40 ]    | [ 41 ]  |
| Illesheim                                     | Wappen der Gemeinde Illesheim                              | 7  | Burgbernheim              | Lage der Gemeinde Illesheim im Landkreis Neustadt an der Aisch-Bad Windsheim                                | 21,41 (1.7 %)  | 962 (0.9 %)    | 45               | [ 42 ]    | [ 43 ]  |
| Ippesheim, M                                  | Wappen der Gemeinde Ippesheim                              | 5  | Uffenheim                 | Lage der Gemeinde Ippesheim im Landkreis Neustadt an der Aisch-Bad Windsheim                                | 23,57 (1.9 %)  | 1113 (1.1 %)   | 47               | [ 44 ]    | [ 45 ]  |
| Ipsheim, M                                    | Wappen der Gemeinde Ipsheim                                | 11 |                           | Lage der Gemeinde Ipsheim im Landkreis Neustadt an der Aisch-Bad Windsheim                                  | 42,27 (3.3 %)  | 2208 (2.1 %)   | 52               | [ 46 ]    | [ 47 ]  |
| Langenfeld                                    | Wappen der Gemeinde Langenfeld                             | 3  | Scheinfeld                | Lage der Gemeinde Langenfeld im Landkreis Neustadt an der Aisch-Bad Windsheim                               | 7,20 (0.6 %)   | 1056 (1 %)     | 147              | [ 48 ]    | [ 49 ]  |
| Marktbergel, M                                | Wappen der Gemeinde Marktbergel                            | 4  | Burgbernheim              | Lage der Gemeinde Marktbergel im Landkreis Neustadt an der Aisch-Bad Windsheim                              | 24,20 (1.9 %)  | 1609 (1.6 %)   | 66               | [ 50 ]    | [ 51 ]  |
| Markt Bibart, M                               | Wappen der Gemeinde Markt Bibart                           | 6  | Scheinfeld                | Lage der Gemeinde Markt Bibart im Landkreis Neustadt an der Aisch-Bad Windsheim                             | 30,09 (2.4 %)  | 1895 (1.8 %)   | 63               | [ 52 ]    | [ 53 ]  |
| Markt Erlbach, M                              | Wappen der Gemeinde Markt Erlbach                          | 33 |                           | Lage der Gemeinde Markt Erlbach im Landkreis Neustadt an der Aisch-Bad Windsheim                            | 60,09 (4.7 %)  | 5727 (5.5 %)   | 95               | [ 54 ]    | [ 55 ]  |
| Markt Nordheim, M                             | Wappen der Gemeinde Markt Nordheim                         | 7  | Uffenheim                 | Lage der Gemeinde Markt Nordheim im Landkreis Neustadt an der Aisch-Bad Windsheim                           | 27,66 (2.2 %)  | 1174 (1.1 %)   | 42               | [ 56 ]    | [ 57 ]  |
| Markt Taschendorf, M                          | Wappen der Gemeinde Markt Taschendorf                      | 11 | Scheinfeld                | Lage der Gemeinde Markt Taschendorf im Landkreis Neustadt an der Aisch-Bad Windsheim                        | 27,66 (2.2 %)  | 1041 (1 %)     | 38               | [ 58 ]    | [ 59 ]  |
| Münchsteinach                                 | Wappen der Gemeinde Münchsteinach                          | 8  | Diespeck                  | Lage der Gemeinde Münchsteinach im Landkreis Neustadt an der Aisch-Bad Windsheim                            | 29,47 (2.3 %)  | 1465 (1.4 %)   | 50               | [ 60 ]    | [ 61 ]  |
| Neuhof an der Zenn, M                         | Wappen der Gemeinde Neuhof an der Zenn                     | 14 | Neuhof an der Zenn        | Lage der Gemeinde Neuhof an der Zenn im Landkreis Neustadt an der Aisch-Bad Windsheim                       | 30,86 (2.4 %)  | 2228 (2.1 %)   | 72               | [ 62 ]    | [ 63 ]  |
| Neustadt an der Aisch, St                     | Wappen der Gemeinde Neustadt an der Aisch                  | 21 |                           | Lage der Stadt Neustadt an der Aisch im Landkreis Neustadt an der Aisch-Bad Windsheim                       | 61,23 (4.8 %)  | 13523 (13 %)   | 221              | [ 64 ]    | [ 65 ]  |
| Oberickelsheim                                | Wappen der Gemeinde Oberickelsheim                         | 3  | Uffenheim                 | Lage der Gemeinde Oberickelsheim im Landkreis Neustadt an der Aisch-Bad Windsheim                           | 18,22 (1.4 %)  | 736 (0.7 %)    | 40               | [ 66 ]    | [ 67 ]  |
| Obernzenn, M                                  | Wappen der Gemeinde Obernzenn                              | 17 |                           | Lage der Gemeinde Obernzenn im Landkreis Neustadt an der Aisch-Bad Windsheim                                | 39,67 (3.1 %)  | 2532 (2.4 %)   | 64               | [ 68 ]    | [ 69 ]  |
| Oberscheinfeld, M                             | Wappen der Gemeinde Oberscheinfeld                         | 19 | Scheinfeld                | Lage der Gemeinde Oberscheinfeld im Landkreis Neustadt an der Aisch-Bad Windsheim                           | 42,27 (3.3 %)  | 1129 (1.1 %)   | 27               | [ 70 ]    | [ 71 ]  |
| Scheinfeld, St                                | Wappen der Gemeinde Scheinfeld                             | 18 | Scheinfeld                | Lage der Gemeinde Scheinfeld im Landkreis Neustadt an der Aisch-Bad Windsheim                               | 45,11 (3.6 %)  | 4945 (4.8 %)   | 110              | [ 72 ]    | [ 73 ]  |
| Simmershofen                                  | Wappen der Gemeinde Simmershofen                           | 6  | Uffenheim                 | Lage der Gemeinde Simmershofen im Landkreis Neustadt an der Aisch-Bad Windsheim                             | 34,19 (2.7 %)  | 969 (0.9 %)    | 28               | [ 74 ]    | [ 75 ]  |
| Sugenheim, M                                  | Wappen der Gemeinde Sugenheim                              | 13 | Scheinfeld                | Lage der Gemeinde Sugenheim im Landkreis Neustadt an der Aisch-Bad Windsheim                                | 63,38 (5 %)    | 2385 (2.3 %)   | 38               | [ 76 ]    | [ 77 ]  |
| Trautskirchen                                 | Wappen der Gemeinde Trautskirchen                          | 10 | Neuhof an der Zenn        | Lage der Gemeinde Trautskirchen im Landkreis Neustadt an der Aisch-Bad Windsheim                            | 19,83 (1.6 %)  | 1355 (1.3 %)   | 68               | [ 78 ]    | [ 79 ]  |
| Uehlfeld, M                                   | Wappen der Gemeinde Uehlfeld                               | 13 | Uehlfeld                  | Lage der Gemeinde Uehlfeld im Landkreis Neustadt an der Aisch-Bad Windsheim                                 | 31,23 (2.5 %)  | 3142 (3 %)     | 101              | [ 80 ]    | [ 81 ]  |
| Uffenheim, St                                 | Wappen der Gemeinde Uffenheim                              | 13 | Uffenheim                 | Lage der Gemeinde Uffenheim im Landkreis Neustadt an der Aisch-Bad Windsheim                                | 59,47 (4.7 %)  | 6807 (6.6 %)   | 114              | [ 82 ]    | [ 83 ]  |
| Weigenheim                                    | Wappen der Gemeinde Weigenheim                             | 7  | Uffenheim                 | Lage der Gemeinde Weigenheim im Landkreis Neustadt an der Aisch-Bad Windsheim                               | 32,64 (2.6 %)  | 1005 (1 %)     | 31               | [ 84 ]    | [ 85 ]  |
| Wilhelmsdorf                                  | Wappen der Gemeinde Wilhelmsdorf                           | 6  | Hagenbüchach-Wilhelmsdorf | Lage der Gemeinde Wilhelmsdorf im Landkreis Neustadt an der Aisch-Bad Windsheim                             | 7,80 (0.6 %)   | 1539 (1.5 %)   | 197              | [ 86 ]    | [ 87 ]  |